# Песочинский, Александр
Александр Песочинский  (ок. 1580 — январь 1646) — государственный и военный деятель Речи Посполитой, дворянин королевский (1630), ротмистр королевский (1631), каштелян каменецкий (1631—1635) и киевский (1634—1646), староста новгород-северский (1633—1643) и улановский.

## Биография
Представитель польского шляхетского рода Песочинских герба «Лис». Старший сын подкомория брацлавского Лаврина Гневошевича Песочинского.
С 1603 года учился в Краковском университете, с 1 апреля 1605 года был записан в Вюрцбургский университет.
В 1620 году А. Песочинский был избран послом (депутатом) сейма от Брацлавского воеводства. С 1620 года — суррогат-судья земский винницкий (замещал Александра Балабана, который находился в плену).
В 1629 году он участвовал в осенних боях с крымскими татарами (в конце сентября командовал передовой стражей, которую составляли несколько хоругвей кварцяного войска и несколько сотен запорожских казаков). В феврале 1630 года в качестве придворного короля представлял Сигизмунда ІІІ Вазу на похоронах Стефана Хмелецкого. В том же 1630 году Александр Песочинский руководил дипломатической миссией в Порту (в августе находился в Стамбуле). 1 февраля 1631 года он вернулся из Турции на родину. В 1632 года в качестве представителя Подольского воеводства подписал элекцию Владислава IV Вазы.
В марте 1633 года Песочинский возглавил поход польского войска на приграничные русские владения. Вместе с князем Иеремией Вишневецким и реестровыми казаками он осадил город Путивль. После неудачного штурма Песочинский расположил войско «на лежаху». Назначенный польским королем главнокомандующим на левобережье Днепра, он прибыл в Нежин с четырьмя ротами солдат. 22 октября 1633 года Александр Песочинский получил должность старосты новгород-северского.
В 1635 году Александр Песочинский входил в состав польско-литовского посольства под руководством Казимира Льва Сапеги в Москву. 10 августа того же года в награду за дипломатическую миссию в Москву ему была пожалована должность каштеляна киевского.
Скончался в январе 1646 года.

## Семья
1-я жена — Гальша Рогозинская, вдова Ивана Мелешко. Дети от первого брака:
- Ян Песочинский (ум. 1679), староста новгород-северский (1643—1679) и улановский (1646—1655)
- Барбара Песочинская

2-я жена — Эльжбета Барбара Остророг, дочь воеводы познанского Яна Остророга